# Kubo và sứ mệnh samurai
Kubo và sứ mệnh samurai (tên gốc tiếng Anh: Kubo and the Two Strings) là một phim điện ảnh hoạt hình tĩnh vật phiêu lưu-hành động kỳ ảo 3D của Mỹ năm 2016 được đạo diễn và đồng sản xuất bởi Travis Knight (sản phẩm điện ảnh đầu tay), với phần kịch bản được Marc Haimes Chris Butler chấp bút. Phim có sự tham gia lồng tiếng của Charlize Theron, Art Parkinson, Ralph Fiennes, Rooney Mara, George Takei, và Matthew McConaughey. Đây là phim điện ảnh thứ tư do hãng phim Laika sản xuất. Nội dung phim kể về Kubo, một cậu bé mù một mắt có năng lực phép thuật. Với sự trợ giúp của Khỉ và Bọ Cánh cứng, cậu phải tìm cách đánh bại hai chị em Karasu và Yukami, Nguyệt Đế Raiden và đội quân các linh hồn bóng tối của hắn.
Kubo và sứ mệnh samurai được ra mắt tại Liên hoan phim quốc tế Melbourne vào ngày 13 tháng 8 năm 2016, và được phát hành bởi Focus Features tại Mỹ vào ngày 19 tháng 8 năm 2017. Tại Việt Nam, phim cũng được phát hành tại các rạp chiếu cùng ngày với Mỹ. Phim nhận được nhiều lời khen ngợi từ giới chuyên môn và đã thu về 69 triệu USD trên toàn thế giới. Kubo và sứ mệnh samurai đã giành chiến thắng ở giải BAFTA cho Phim hoạt hình hay nhất và nhận được hai đề cử tại giải Oscar cho Phim hoạt hình hay nhất và Hiệu ứng hình ảnh xuất sắc nhất.

## Nội dung
Tại nước Nhật thời xưa, cuộc sống bình lặng của Kubo, một cậu bé thông minh, lanh lợi, nhanh chóng bị đảo lộn khi cậu vô tình triệu hồi một hồn ma bí ẩn đến từ quá khứ, mang trong mình vốn nợ máu có từ ngàn xưa. Trên đường chốn chạy, Kubo gặp gỡ hai người bạn Khỉ và Bọ Cánh cứng, cả ba cùng nhau trải qua chuyến hành trình ly kỳ nhằm giải cứu gia đình và giải đáp bí ẩn xung quanh người cha đã khuất của cậu, vị chiến binh samurai vĩ đại nhất. Với sự giúp sức của shamisen, một loại nhạc cụ thần thông, Kubo phải đối mặt với muôn vàn hiểm nguy, trong đó có vị Nguyệt Đế và cặp sinh đôi ác quỷ, để vén bức màn bí mật về di sản của mình, đồng thời đoàn tụ với gia đình và hoàn thành sứ mệnh.

## Lồng tiếng
- Art Parkinson vai Kubo
- Charlize Theron vai Khỉ/Sariatu, mẹ của Kubo
- Matthew McConaughey vai Bọ Cánh cứng/Hanzo, cha của Kubo.
- Ralph Fiennes vai Nguyệt Đế Raiden, ông ngoại của Kubo
- Rooney Mara vai Chị em Karasu và Yukami
- George Takei vai Hosato
- Cary-Hiroyuki Tagawa vai Hashi
- Brenda Vaccaro vai Kameyo
- Meyrick Murphy vai Mari
- Minae Noji vai Minae
- Alpha Takahashi vai Aiko
- Laura Miro vai Miho
- Ken Takemoto vai Ken

## Sản xuất
Ngày 22 tháng 12 năm 2014, hai hãng phim Laika và Focus Features thông báo bắt đầu việc sản xuất cho một phim điện ảnh hoạt hình tĩnh vật 3D có tên Kubo và sứ mệnh samurai. Đây sẽ là sản phẩm đạo diễn đầu tay của CEO Laika, Travis Knight, phim dựa trên cốt truyện gốc của Shannon Tindle, và biên kịch bởi Marc Haimes và Chris Butler. Knight và Arianne Sutner chịu trách nhiệm sản xuất chính cho phim.
Các diễn viên tham gia lồng tiếng bao gồm Art Parkinson, Matthew McConaughey, Charlize Theron, Rooney Mara và Ralph Fiennes. Lồng tiếng khác cho một vài vai phụ khác trong phim là George Takei, Cary-Hiroyuki Tagawa, Brenda Vaccaro, Meyrick Murphy, Minae Noji, và Alpha Takahashi. Dario Marianelli là nghệ sĩ chịu trách nhiệm thực hiện phần nhạc nền của phim.

## Nhạc phim
Phần nhạc nền của Kubo và sứ mệnh samurai được biên soạn bởi Dario Marianelli. Ngoài ra album còn có thêm bài hát "While My Guitar Gently Weeps" do nữ nghệ sĩ Regina Spektor trình bày. Đây là một phiên bản hát lại từ bài hát gốc của ban nhạc The Beatles, với phần hòa âm có sử dụng chất liệu âm nhạc dân gian Nhật Bản.

### Danh sách bài hát
| STT | Nhan đề                                                       | Thời lượng |
| --- | ------------------------------------------------------------- | ---------- |
| 1.  | "The Impossible Waves"                                        | 2:37       |
| 2.  | "Kubo Goes to Town"                                           | 1:25       |
| 3.  | "Story Time"                                                  | 2:10       |
| 4.  | "Ancestors"                                                   | 2:07       |
| 5.  | "Meet the Sisters!"                                           | 2:22       |
| 6.  | "Origami Birds"                                               | 3:25       |
| 7.  | "The Giant Skeleton"                                          | 3:30       |
| 8.  | "The Leafy Galleon"                                           | 4:36       |
| 9.  | "Above and Below"                                             | 3:59       |
| 10. | "The Galleon Restored"                                        | 1:06       |
| 11. | "Monkey's Story"                                              | 2:57       |
| 12. | "Hanzo's Fortress"                                            | 5:45       |
| 13. | "United-Divided"                                              | 3:01       |
| 14. | "Showdown with Grandfather"                                   | 7:04       |
| 15. | "Rebirth"                                                     | 1:33       |
| 16. | "While My Guitar Gently Weeps" (biểu diễn bởi Regina Spektor) | 5:23       |

## Phát hành
Kubo và sứ mệnh samurai được ra mắt tại Liên hoan phim quốc tế Melbourne vào ngày 13 tháng 8 năm 2016, và được phát hành bởi Focus Features tại Mỹ vào ngày 19 tháng 8 năm 2016. Tại Việt Nam, phim cũng được phát hành tại các rạp chiếu vào ngày 19 tháng 8 năm 2016.

### Đánh giá chuyên môn
Trên hệ thống tổng hợp kết quả đánh giá Rotten Tomatoes, Kubo và sứ mệnh samurai nhận được đánh giá 97% dựa trên 185 bài nhận xét, với mức điểm đánh giá trung bình là 8,4/10. Trên trang Metacritic, phim đạt số điểm 84 trên 100, dựa theo ý kiến của 38 nhà phê bình. Lượt bình chọn của khán giả trên trang CinemaScore cho phim điểm trung bình "A" trên thang từ A+ tới F.

### Doanh thu phòng vé
Tính đến ngày 24 tháng 1 năm 2017, Kubo và sứ mệnh samurai đã thu về 48 triệu USD tại Bắc Mỹ và 26,5 triệu USD tại các vùng lãnh thổ khác, tạo nên tổng doanh thu toàn cầu là 74,5 triệu USD, trong khi đó kinh phí làm phim là 60 triệu USD.
Tại Mỹ, phim được công chiếu vào ngày 19 tháng 8 năm 2016, cùng ngày với Ben-Hur và Cộng sự hổ báo, và được dự tính là sẽ thu về 12–15 triệu USD từ 3200 rạp chiếu trong dịp cuối tuần ra mắt. Phim thu về 515.000 USD từ suất chiếu trước vào đêm thứ năm và 4,1 triệu USD trong ngày đầu tiên ra mắt. Tổng cộng trong dịp cuối tuần ra mắt phim thu về 12,6 triệu USD, xếp thứ tư trong danh sách doanh thu phòng vé tuần đó.

### Phương tiện tại gia
Kubo và sứ mệnh samurai được phát hành dưới định dạng DVD, Blu-ray và phim số vào ngày 22 tháng 11 năm 2016.